# Corsair International
Corsair International (von 2005 bis 2012 Corsairfly), in der Außendarstellung meist nur Corsair, ist eine französische Charterfluggesellschaft mit Sitz in Rungis und Basis auf dem Flughafen Paris-Orly. Sie befindet sich im Besitz des irischen Unternehmens Diamondale.

## Geschichte

### Gründung und erste Jahre

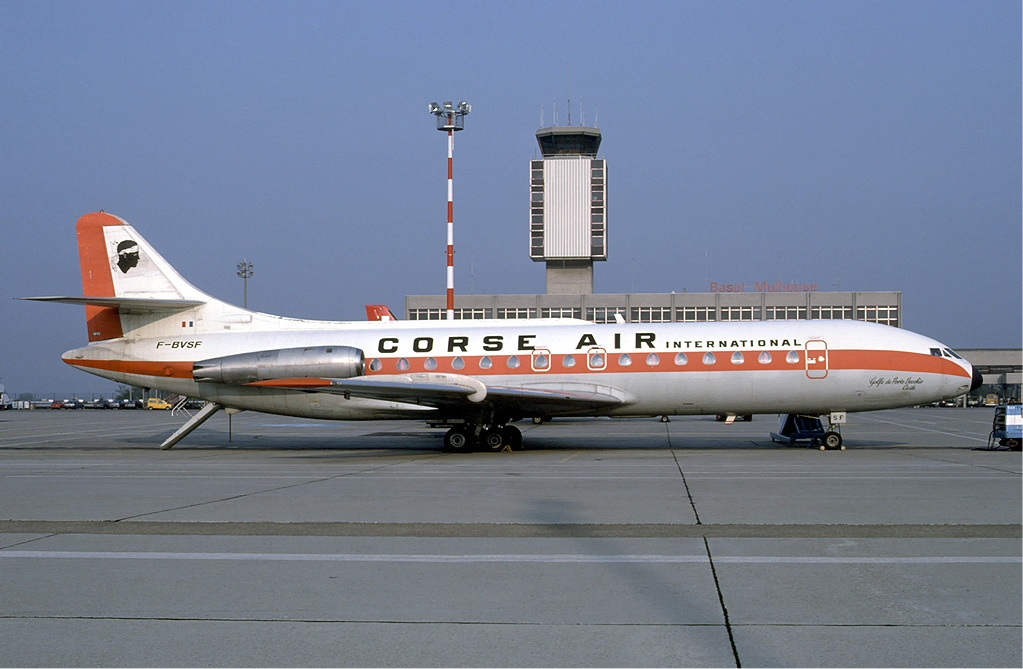
Sud Aviation Caravelle der Corse Air im Jahr 1985

Corsair International wurde 1981 als Corse Air International von einer korsischen Familie gegründet und nahm den Flugbetrieb am 17. Mai 1981 auf. Im Jahr 1990 übernahm der französische Reiseveranstalter Nouvelles Frontières die Fluggesellschaft; mit der Übernahme wurde die Fluglinie in Corsair umbenannt. Die Lizenz für weltweite Verkehrsrechte wurde 1991 erworben.
Früher besaß Corsair eine Boeing 747-SP mit dem Luftfahrzeugkennzeichen F-GTOM, welche insbesondere bei der Landung auf der kurzen Landebahn des Princess Juliana International Airport in Sint Maarten nützlich war, jedoch aus Altersgründen ausgemustert wurde.

### Übernahme durch TUI

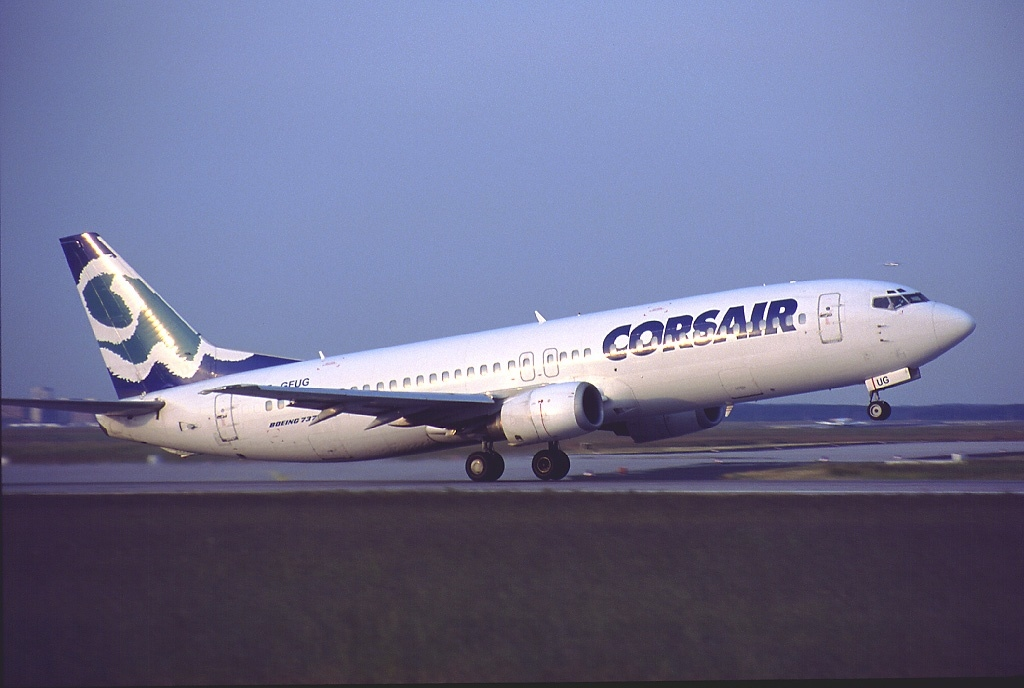
Boeing 737-400 der Corsairfly, Frankfurt 2002

Im Jahr 2000 übernahm der deutsche Touristikkonzern TUI die Gesellschaft. Als diese ein firmeneinheitliches Farbschema einführte, wurden auch die Flugzeuge der Corsair daran angepasst, ebenso wie 2005 der Name durch die Umbenennung in Corsairfly an die Standards des Konzernverbunds TUI Airlines angeglichen wurde.
Im März 2012 wurde bekannt gegeben, dass sich Corsairfly im Laufe des Jahres in Corsair International umbenennen und ein entsprechendes neues Corporate Design einführen werde.
Im Jahr 2013 begann die Gesellschaft mit der Modernisierung der Kabinen ihrer Flotte, so wurde beispielsweise die Zahl der Sitzplätze etwas reduziert. Davor verfügten die Boeing 747-400 mit 582 (im Jahr 2006 sogar 587) Sitzplätzen über die höchste Sitzplatzkapazität aller bis dahin eingesetzten Passagierflugzeuge. Später wurde der Rekord gebrochen – Emirates setzt inzwischen (Stand: 2017) den Airbus A380 mit 615 Passagierplätzen ein.

### Gegenwart
Im Januar 2015 plante die französische Groupe Dubreuil, die seit Jahren defizitäre Fluggesellschaft von TUI zu übernehmen. Eine Fusion mit Air Caraïbes wäre nicht angedacht gewesen, da eine solche nach französischem Recht zu kompliziert sei. TUI hätte sich verpflichtet, Corsair vor der Übergabe zu rekapitalisieren. Im März 2015 wurde die Übernahme im letzten Moment wegen Divergenzen und Streikandrohung der Gewerkschaft von Corsair International abgesagt.
Anfang Oktober 2018 wurde bekannt, dass TUI die Fluggesellschaft an die Intro Aviation verkaufen will. Am 5. März 2019 übernahm Diamondale die Fluggesellschaft von TUI. Das Unternehmen gehört zu 53 Prozent Intro Aviation, zu 27 Prozent der TUI Group und zu 20 Prozent Mitarbeitern der Fluggesellschaft.
Am 28. November 2020 wurden bekannt, dass Corsair an ein Investoren-Konsortium verkauft wird, der Verkauf soll bis Jahresende abgeschlossen sein. Zu dem Konsortium gehören Eric Kourry, Gründer von Air Caraïbes und Vorsitzender der Eigentümergruppe von Air Antilles und Air Guyane, sowie Patrick Vial-Collet, Vorsitzender der Industrie- und Handelskammer von Guadeloupe. TUI und Intro Aviation geben alle ihre Anteile ab.

## Flugziele
Corsair International fliegt von Paris-Orly aus Ziele in der Karibik, dem Indischen Ozean sowie in Nordamerika und Westafrika an.

## Flotte

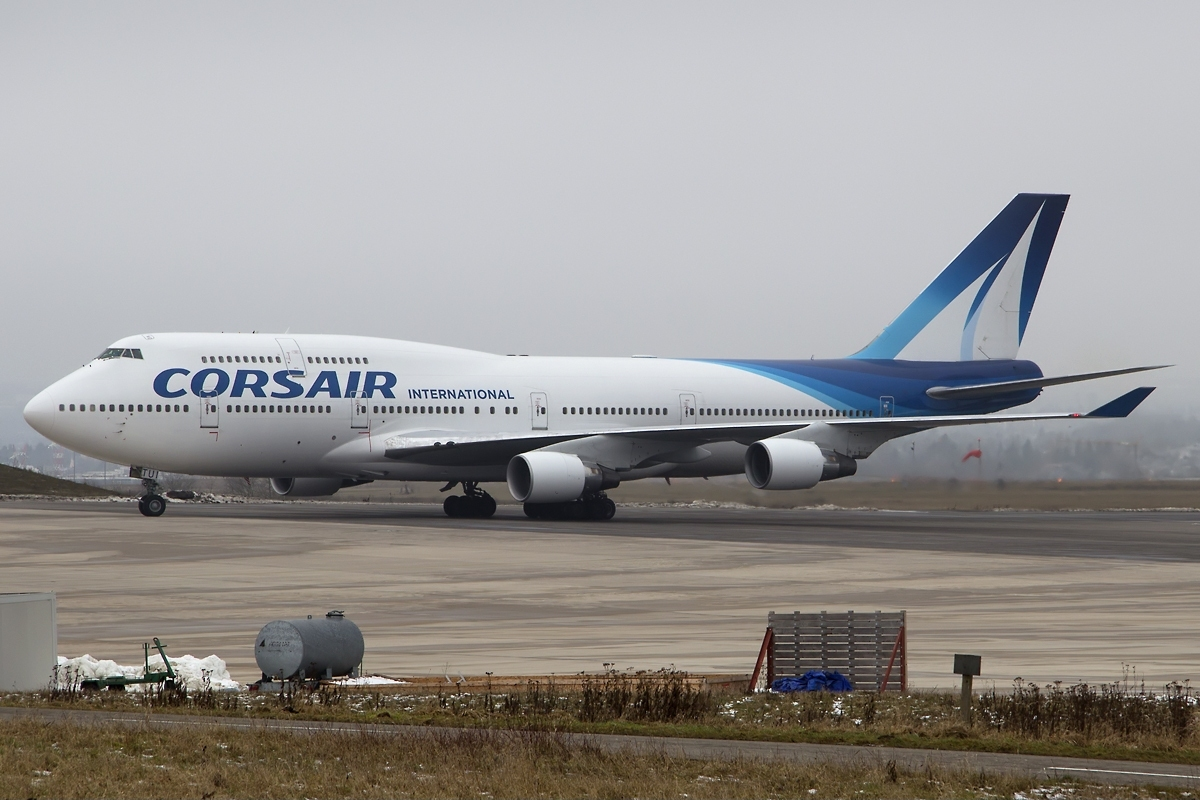
Boeing 747-400 der Corsair International

### Aktuelle Flotte
Mit Stand April 2025 besteht die Flotte der Corsair International aus zehn Flugzeugen mit einem Durchschnittsalter von 3,5 Jahren:
| Flugzeugtyp        | Anzahl | bestellt | Anmerkungen | Sitzplätze (Business/Premium/ Eco+/Economy) | Durchschnittsalter |
| ------------------ | ------ | -------- | ----------- | ------------------------------------------- | ------------------ |
| Airbus A330-300    | 01     |          | inaktiv     | 352 (12/12/78/250)                          | 12,5 Jahre         |
| Airbus A330-900neo | 09     |          |             | 352 (20/21/33/278)                          | 02,5 Jahre         |
| Gesamt             | 10     | -        |             |                                             | 03,5 Jahre         |

### Ehemalige Flugzeugtypen
- Airbus A300B4-100 (geleast)
- Airbus A310-300 (geleast)
- Airbus A330-200
- Airbus A340-300 (geleast)
- Boeing 737-200/-300/-400
- Boeing 747-100/-200/-300/-400/SP
- Boeing 767-300ER (geleast)
- McDonnell Douglas DC-10-30 (geleast)
- Sud Aviation Caravelle